# Macédomienne
Chansons représentant la Belgique au Concours Eurovision de la chanson
Door de wind
(1989) Geef het op
(1991)
Singles de Philippe Lafontaine
Cœur de loup
(1989) L'Amant-tequila
(1992)
Macédomienne est une chanson écrite, composée et interprétée par Philippe Lafontaine, sortie en single en 1990.
La chanson représente la Belgique au Concours Eurovision de la chanson 1990.
Le titre de la chanson est un mot-valise composé des mots « Macédonienne » et « mienne ». C'est un hommage à son épouse d'origine macédonienne. Il refuse la commercialisation du titre.

## À l'Eurovision

### Sélection
La chanson est sélectionnée en interne le 8 janvier 1990 par le radiodiffuseur wallon Radio-télévision belge de la Communauté française (RTBF) pour représenter la Belgique au Concours Eurovision de la chanson 1990 le 5 mai à Zagreb, RS Croatie, en Yougoslavie.

### À Zagreb
La chanson est intégralement interprétée en français, l'une des langues nationales de la Belgique, comme l'impose la règle de 1977 à 1998. L'orchestre est dirigé par Rony Brack.
Lors de la soirée, Macédomienne est la troisième chanson interprétée, après Horis skopó (en) (Χωρίς σκοπό) de Christos Callow (en) pour la Grèce, et avant Gözlerinin hapsindeyim (en) de Kayahan pour la Turquie.
À la fin du scrutin, Macédomienne obtient 46 points et termine 12e sur 22 chansons,.

## Liste des titres
| A. | Macédomienne | Philippe Lafontaine | Philippe Lafontaine | 2:48 |

## Historique de sortie
| Pays     | Date | Format   | Label                  |
| -------- | ---- | -------- | ---------------------- |
| Belgique | 1990 | 45 tours | Éditions Violette-RTBF |